# Melastoma affine
Melastoma affine là một loại cây bụi thuộc chi Mua, họ Melastomataceae. Loài cây này phân bố trong các khu rừng nhiệt đới và cận nhiệt đới của Ấn Độ, Đông Nam Á và Úc, đây là một loại cây có rừng nhiệt đới. Ong là loài thụ phấn chính của loài này.

## Phân loại
Melastoma affine được mô tả lần đầu tiên bởi nhà thực vật học người Scotland David Don vào năm 1823. Sự phân loại của chi Melastoma là khó khăn, đòi hỏi phải sửa đổi hoàn chỉnh. Các nghiên cứu di truyền sớm đã được công bố từ năm 2001, cho đến gần đây, nhưng một bản sửa đổi dựa trên chúng vẫn chưa được thực hiện. Năm 2001, Karsten Meyer đã đề xuất một bản sửa đổi, trong đó loài này và các loài khác được đặt trong loài Melastoma malabathricum.
Ở Úc, hiện tại hầu hết các cơ quan chức năng không chấp nhận điều này; thay vào đó, các quần thể xuất hiện tự nhiên ở WA, NT, Qld và bắc NSW vẫn công nhận loài này M. affine, 
ngoại trừ bởi các nhà phân loại ở Qld.